# جوش مكاي (لاعب اتحاد الرغبي)
جوش مكاي (بالإنجليزية: Josh McKay)‏ هو لاعب اتحاد الرغبي نيوزيلندي، ولد في 10 أكتوبر 1997.